# Emprende
Emprende es un programa del área de Informativos No Diarios de los Servicios Informativos de TVE, estrenado el 5 de abril de 2013, emitido por el Canal 24 horas y La 1, presentado y dirigido por Juanma Romero, con realización de Luis Oliván y producción de Juan Laínez. 

## Formato
El programa aporta soluciones que ayuden a emprender, ideas que permitan realizar nuevos proyectos e información útil sobre todo el recorrido que tiene que hacer un emprendedor, con sus fortalezas y debilidades.
Especialistas en marca personal, marketing digital y emociones participan en el programa para ayudar a buscar fórmulas que permitan sacar adelante un proyecto. Cada semana, el espacio hace un recorrido para conocer a diferentes emprendedores y sus proyectos.

## Relacionados
El programa tuvo dos versiones, una era Emprende Express, en la cual se emitían reportajes ya emitidos anteriormente y otra era Emprende Digital, que abarcaba tanto el emprendimiento como las nuevas tecnologías.
Además, se han desarrollo libros (Píldoras para emprender, Emprender en la era digital, APPtualízate y ¡Lidera tu empresa en la cuarta revolución!. También organiza los Premios RTVE Emprende.

## Reconocimientos
Desde enero de 2014, el programa ha recibido 59 premios nacionales e internacionales, como reconocimiento a su labor de difusión del emprendimiento y apoyo a emprendedores, autónomos y pymes. Ha recibido premios como el Recognition Award Startup Olé 2016 en la categoría Media Partner o el StartUpEuropeAwards que da la Unión Europea.